# Poul Arne Bødker
Poul Arne Bødker (født 10. januar 1960) er en dansk økonom, der fra marts 2024 til september 2024 var landsformand for Radikale Venstre.
Han er uddannet cand.scient.oecon. fra Aarhus Universitet i 1988 og har arbejdet som salgschef i Edora og KMD. Aktuelt er han bid-manager i softwarevirksomheden Formpipe.
Poul Arne Bødker har tidligere været medlem af hovedbestyrelsen i DGI og i Skole og Forældre. Siden 2016 har han været suppleant til eller medlem af Radikale Venstres hovedbestyrelse og fra 2023 medlem af forretningsudvalget. Han har også været kasserer for partiets forening i Slagelsekredsen.
Han overtog 17. marts 2024 posten som Radikale Venstres landsformand efter Mikkel Irminger Sarbo havde trukket sig. Han havde siden Sarbos exit været konstitueret landsformand.
Anne Heeager blev på partiets landsmøde 15. september 2024 valgt som ny landsformand.